# (6096) 1991 UB2
(6096) 1991 UB2 (1991 UB2, 1980 RG6) — астероїд головного поясу, відкритий 29 жовтня 1991 року.
Тіссеранів параметр щодо Юпітера — 3,554.